# Ann Skelly
Ann Skelly (Dublín; 6 de diciembre de 1996) es una actriz irlandesa. Es conocida por aparecer en la película Kissing Candice y en las series de televisión Red Rock, Rebellion, Little Women y The Nevers. En 2018, fue nominada a un Irish Film and Television Award como mejor actriz por su papel en Kissing Candice.

## Primeros años y educación
Skelly nació en Dublín y se mudó al condado de Wexford cuando era niña, primero a Ballycanew, luego a Oylegate y más tarde a Kilmuckridge. Estudió en el Coláiste Bríde en Enniscorthy y también fue educada en casa. Asistió a clases de actuación de fin de semana de la Academia de Cine de Irlanda cuando era adolescente. Más tarde se formó en la Bow Street Academy, graduándose en 2017.

## Filmografía

### Cine
| Cine | Cine             | Cine        | Cine  |
| Año  | Título           | Rol         | Notas |
| ---- | ---------------- | ----------- | ----- |
| 2017 | Kissing Candice  | Candice     |       |
| 2019 | Rose Plays Julie | Rose / hija |       |

### Televisión
| Televisión | Televisión             | Televisión    | Televisión       |
| Año        | Título                 | Rol           | Notas            |
| ---------- | ---------------------- | ------------- | ---------------- |
| 2015–2017  | Red Rock               | Rachel Reid   | Papel principal  |
| 2016       | Rebellion              | Biddy Lambert |                  |
| 2017       | Playground             | Hannah Baylor |                  |
| 2017       | Little Women           | Annie Moffat  |                  |
| 2018       | Death and Nightingales | Beth Winters  | Papel principal  |
| 2018–2019  | Vikings                | Ethelfled     | Papel recurrente |
| 2021       | The Nevers             | Penance Adair | Papel principal  |
| 2025       | The Sandman            | Nuala         | Papel recurrente |

## Premios y nominaciones
| Año  | Premio                          | Categoría    | Trabajo nominado | Resultado |
| ---- | ------------------------------- | ------------ | ---------------- | --------- |
| 2018 | Irish Film and Television Award | Mejor actriz | Kissing Candice  | Nominada  |